# Ягр, Эммануель
Эммануель Ягр (англ. Emmanuel Yaghr; род. 13 августа 1998) — ганский футболист, нападающий.

## Биография
Воспитанник академии ганского клуба «Кристал Пэлас». В 2017 году присоединился к грузинской «Гурии», в составе которой играл в низших лигах страны. С 2021 год — игрок киргизкой команды «Алай». Вместе с командой принял участие трёх матчах группового этапа Кубка АФК 2021 года. По состоянию на 28 октября 2022 года является лучшим бомбардиром чемпионата Кыргызстана сезона 2022 года.

## Достижения
- Финалист Кубка Кыргызстана: 2023